# 軍事用ロボット

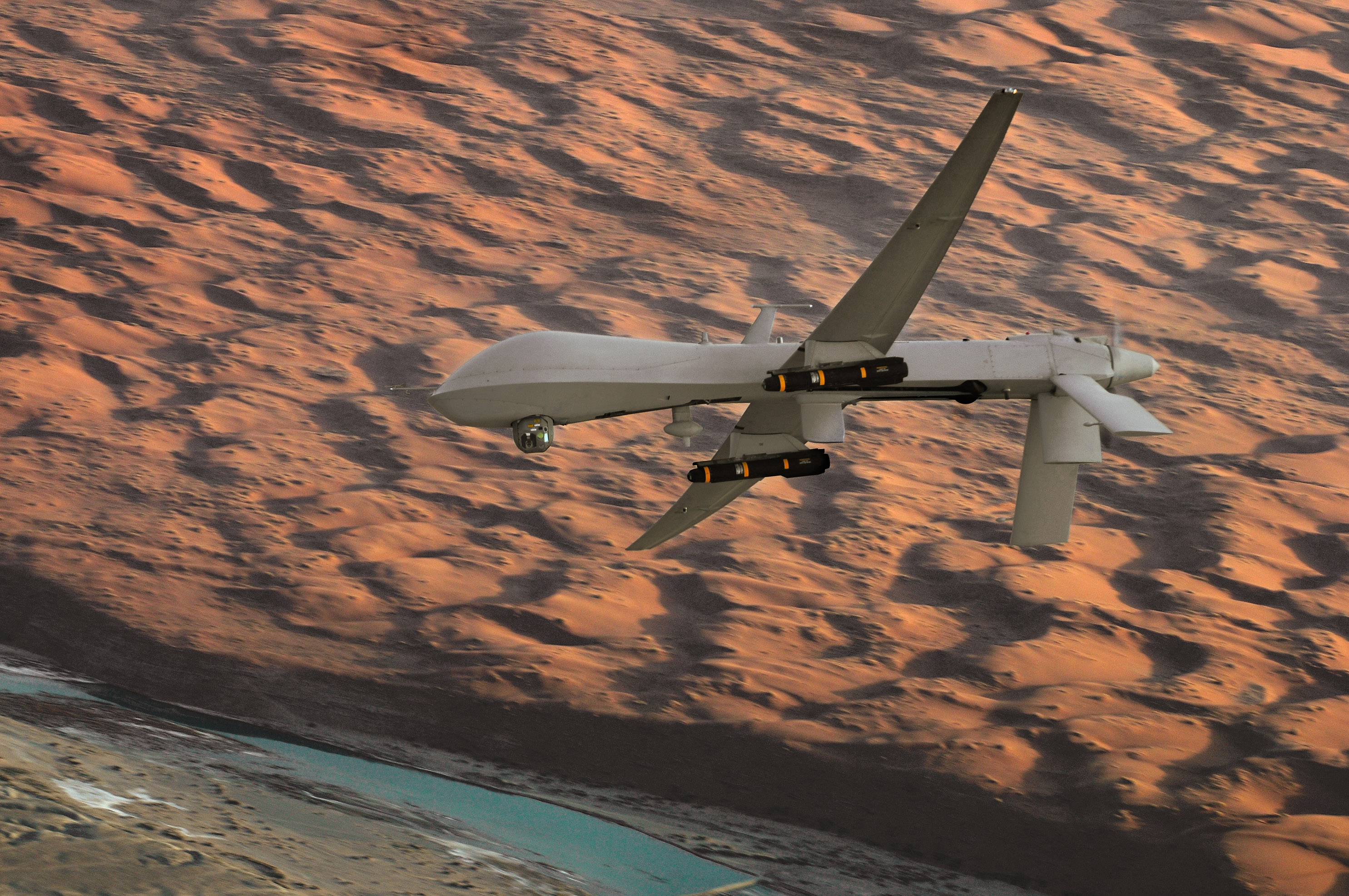
ヘルファイアミサイルを搭載したMQ-1 プレデター

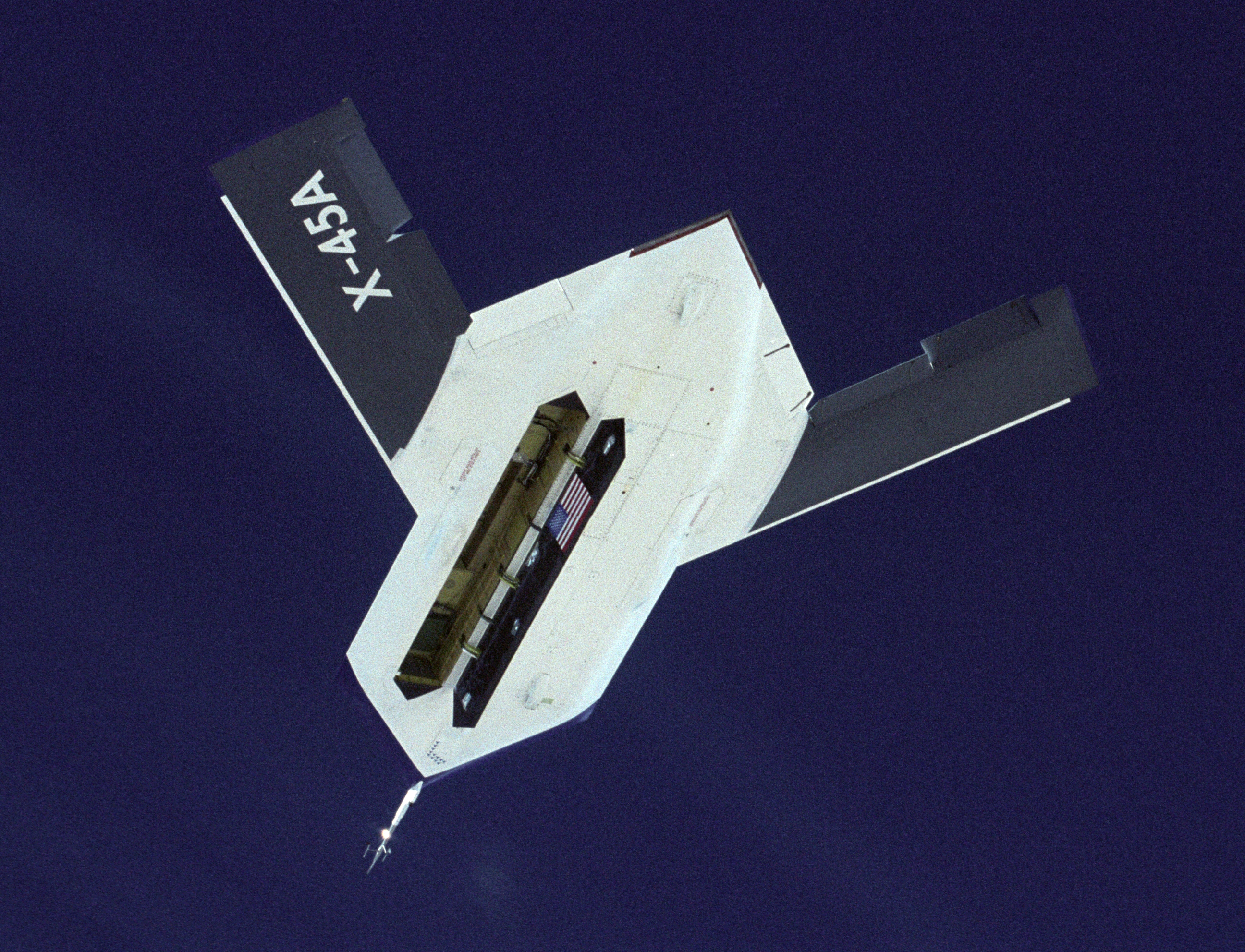
UCAV（無人戦闘機）X-45。下部のウェポンベイ（爆弾倉）を開いた状態。

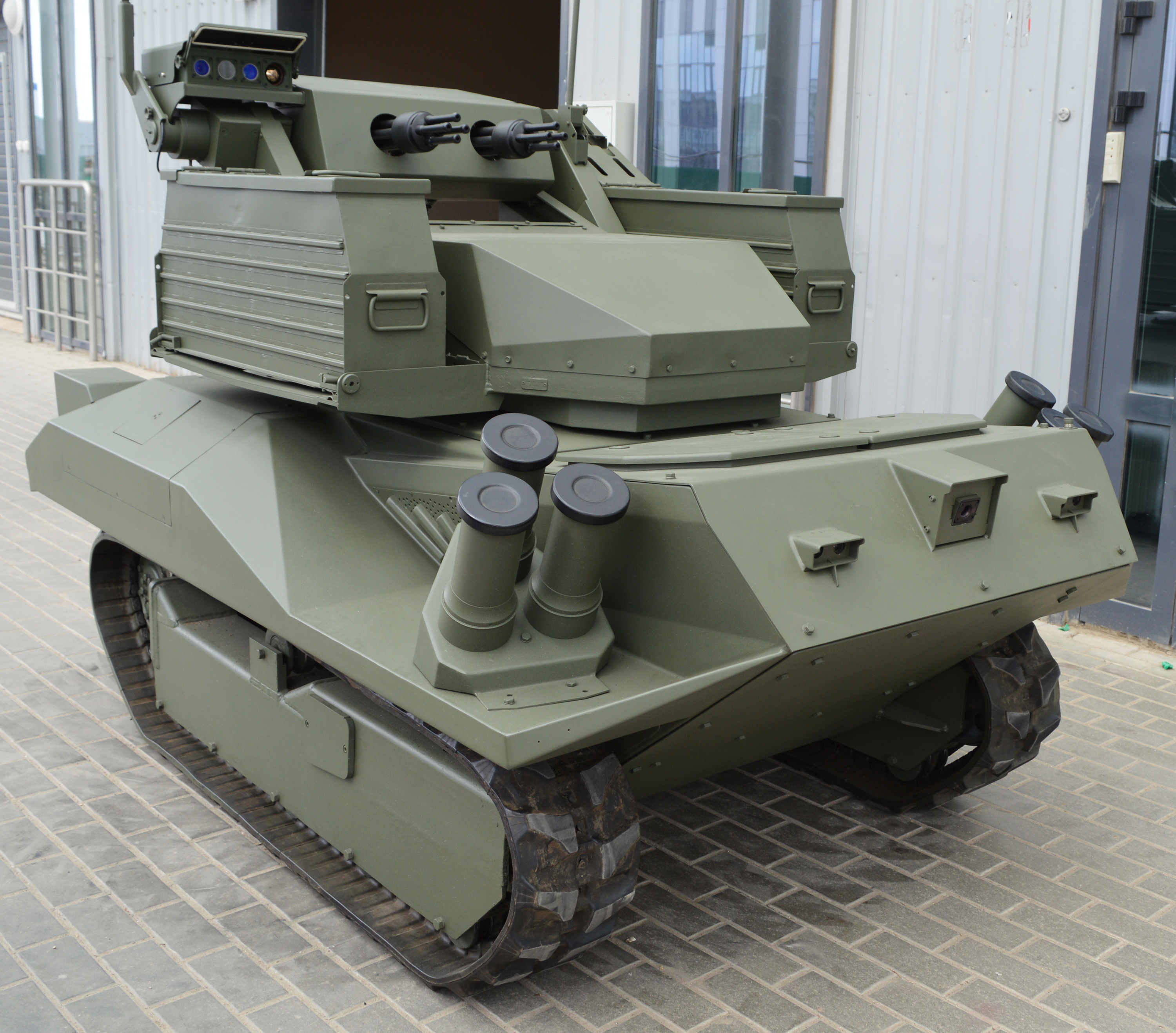
ベラルーシのロボット兵器。4連装の機関銃GShG-7.62も装備しており、小型ドローンを自動的に破壊する。（2020年）

軍事用ロボット（ぐんじようロボット、英: Military robot）とは、軍事的な活動に利用される機械（ロボット）である。軍用ロボット（ぐんようロボット）、軍事ロボット（ぐんじロボット）ともいう。
本項では、関連する以下に類されるものについて説明する。
- 戦闘ロボット（せんとうロボット）ないし戦闘用ロボット（せんとうようロボット） - 直接的な戦闘行為に参加するロボット
- ロボット兵器（ロボットへいき）や無人兵器（むじんへいき） - 高度化を経て自動化・知能化された兵器

なお、サイエンス・フィクション (SF)に登場する「人形ロボット兵器」に関しては、「リアルロボット」「スーパーロボット」を参照。本項においてロボットとは「自律的に動作する機械」を指し、主に実在の技術ないし兵器や研究分野の存在する技術について解説を行う。

## 概要
実戦投入される分野が次第に増えてきている。
遠隔操作が主流だが、2010年代にAI（人工知能）、その中でも特にディープラーニングやマシンラーニングの技術が発展し、実現できる機能が急速に増えている。
ミサイル（巡航ミサイル）などにも、単純な組み込みシステムだけでなく一部で高度なAIが搭載されるようになってきており、表面的な形状はミサイルだが実質的には自律型ロボットである。

## 歴史
人造生物を軍事活動に利用しようという着想は、ゴーレムやタロースのような神話上、フィクション上の存在まで含めれば、「ロボット」という語が登場する古代から存在したと言える。
20世紀前半には電子的に遠隔操作できる兵器が登場し、20世紀後半には自律誘導を行う撃ち放し可能ミサイルが普及した。
21世紀には人工知能の進展とともに、さらなる自動化が研究されている。
- イギリス軍に鹵獲されたゴリアテ（第二次世界大戦）
- 2005年に開発された、試験中のビッグドッグ。180kgの荷物を搭載し30kmを走破できるものだったが、「動作音があまりに大きすぎ、ビッグドッグがいると敵に気付かれ、（部隊ごと）攻撃されてしまう」という理由で、実戦への採用は結局却下された。

## 現用兵器
現在、世界の先進国では人的被害を避けるために無人兵器・ロボット兵器の類が数多く研究・開発されている。代表的なものとしては、無人航空機、地雷処理車、爆弾処理車、無人潜航艇などで、いずれも危険度の高い任務を人間に代わってこなすことを求められている。
特に、アメリカ合衆国では、ベトナム戦争の人的被害の大きさから国民に厭戦気分が蔓延し、最終的に撤退してしまったという教訓から、この分野に熱心である。アフガニスタン攻撃やイラク戦争、その後の治安安定化作戦に於いて、数々の無人兵器を実戦投入し、効果を挙げている。
人間が無線で操縦するものが多いが、無人偵察機グローバルホークのように、高度な人工知能（AI）を搭載し、自律行動するものもある。
その一方で、戦場等での物資・人員輸送も無人化が研究されており、アメリカ合衆国国防総省国防高等研究計画局（DARPA）主催のロボットカーレースが行われているほか、ビッグドッグと呼ばれる四足歩行ロボットは、かつて軍馬が担っていた不整地での物資輸送に期待が持たれている。

### 無人機による攻撃

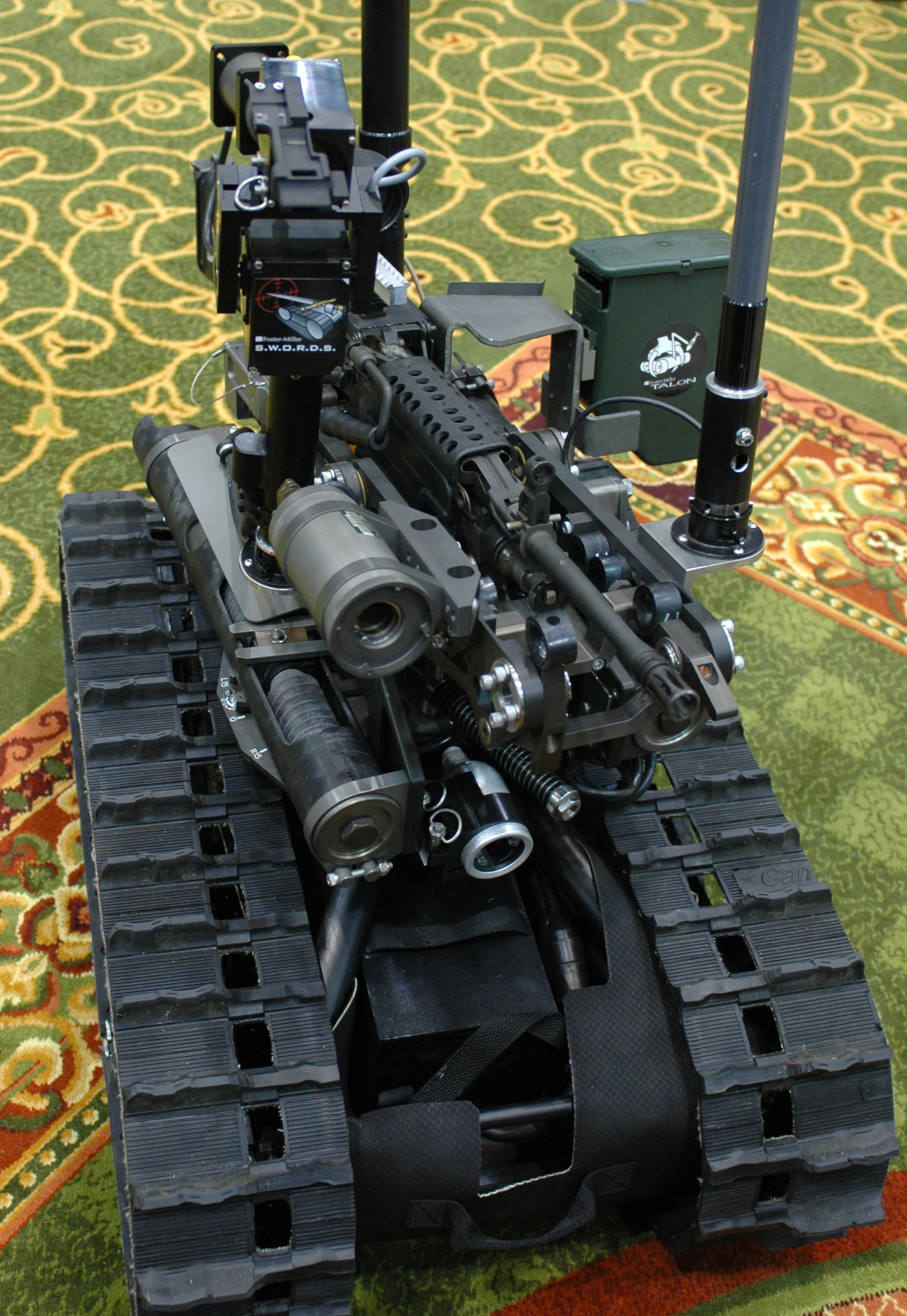
SWORDS。リモートコントロールで偵察や攻撃が可能。

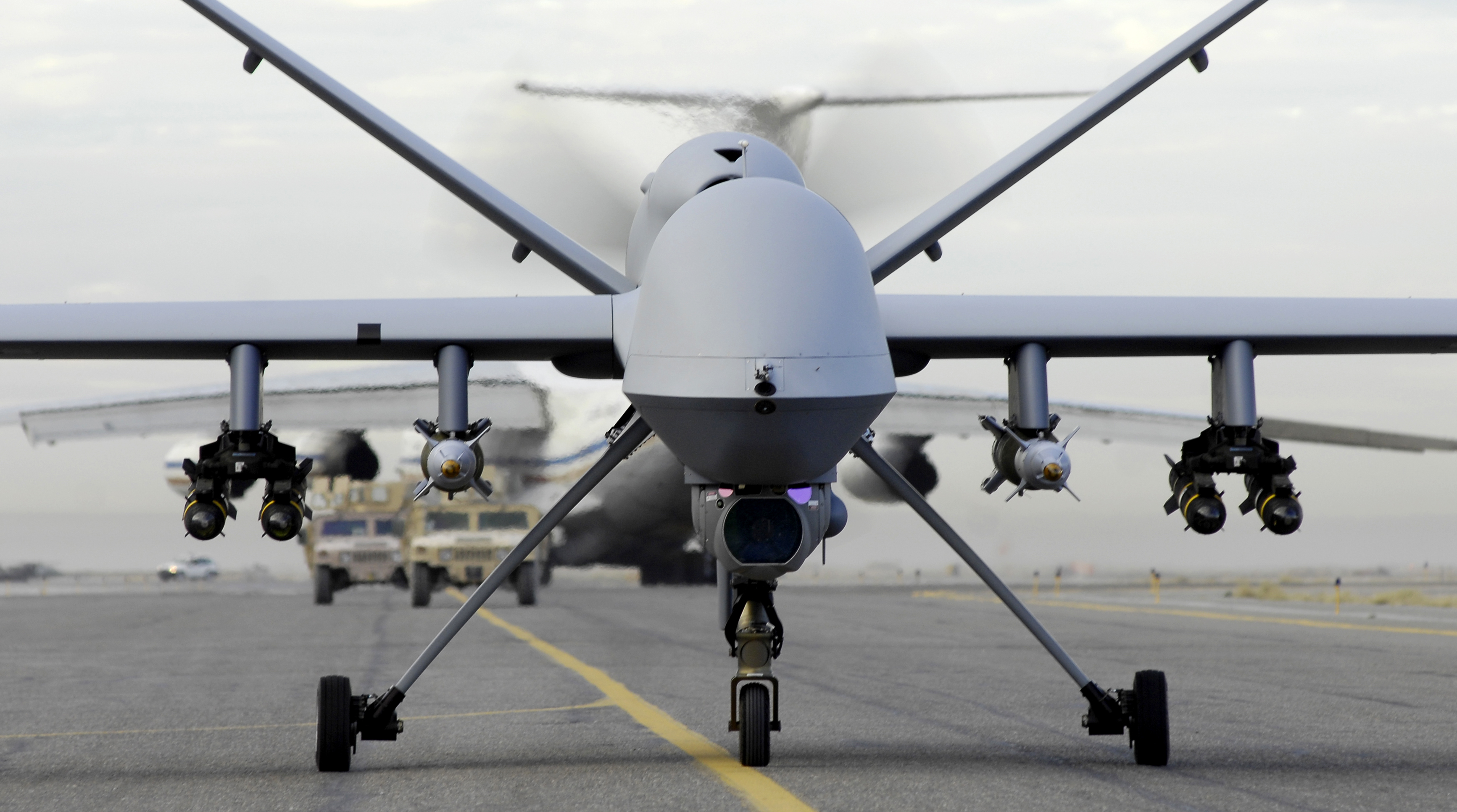
MQ-9 リーパー。近年の対テロ戦争で大きな戦果を上げている。

MQ-1 プレデターなど武装した無人攻撃機が世界で数多く登場しており、アフガニスタン紛争、イラク戦争などで実戦投入されている。主な任務は対地攻撃だが、2002年12月にスティンガーで武装したMQ-1 プレデターがイラク戦争でイラク軍のMiG-25と交戦し、互いに対空兵器を装備した有人機と無人機の史上初の空中戦となった。
攻撃能力を持つ武装無人機がアフガニスタンとパキスタンでのターリバーン、アルカーイダ攻撃に参加しており、2009年8月にパキスタン・ターリバーン運動のバイトゥッラー・マフスード司令官の殺害に成功しているが、誤爆や巻き添えによる民間人の犠牲者が多いことが問題となっている。これは無人機操縦員の誤認や地上部隊の誤報、ヘルファイアミサイルの威力が大きすぎることなどが原因となっている。ヘルファイアミサイルの問題に関してはより小型で精密なスコーピオンミサイルを採用して対処することになっている。また、世界最大の武装無人機輸出国となった中国は「翼竜」「彩虹」といった武装無人機をアフリカやアジアの発展途上国に積極的に輸出して、イラク軍やエジプト軍のISILへの攻撃、ナイジェリア軍のボコ・ハラム攻撃、サウジアラビア軍とアラブ首長国連邦軍のイエメン内戦への軍事介入などで使用されており、先進国に輸出を限定していた米国もこれに規制緩和で対抗し、武装無人機の拡散による紛争拡大が懸念されている。
イランも武装無人機のシャヘド129によってシリア内戦における反政府勢力を攻撃し、市販の中国製エンジンを搭載したアバビールのような武装無人機を中東のシーア派民兵組織に拡散させて問題になっており、イエメンのフーシが自前化したアバビール（カセフ1）やサマド3などでサウジ石油施設攻撃を起こして世界経済に大きな影響を与えた。2014年リビア内戦では暫定政府のトルコ製無人攻撃機のバイラクタル TB2とリビア国民軍の中国製無人攻撃機の翼竜が互いに破壊し合う無人機戦争が起きている。2020年3月にはリビア内戦でマルチコプタードローンが自律攻撃を行ったことが報告されている。
テロ組織側でもISILは、自動識別や自動運航が可能で滑走路での離着陸を必要としないDJIやスカイウォーカー・テクノロジーなどの廉価な中国製の商用無人機に爆発物を搭載して武装化させており、2017年のシリア・イラクにおける紛争で、ISは手榴弾や迫撃砲弾、たる爆弾などを搭載した民生用ドローンを投入して政府軍に多くの死傷者を出している。構造は単純で、真下に爆弾を落とすだけの簡素なものだが、誤差数メートルという驚異的な精度で攻撃できた。小型のドローンは被発見性も低く、騒音も軍用機に比べてはるかに小さいため、直下の兵士が全く気付かないまま攻撃を受けることもあった。戦車に対する攻撃にも使用されており、撃破の事例はまだないが、対戦車榴弾や対戦車ロケットによる攻撃が試みられている。少なくともこの攻撃で乗員が殺傷されたことがISの連日投稿する動画で確認されており、脅威度の高さを裏付けるものとなった。民生用ドローンを攻撃用途に用いる場合、防護が一切ないので小銃弾を受けるだけで簡単に撃墜されてしまうが、十分な高度があれば攻撃後の退避は容易である。赤外線をほとんど出さない上にRCSも低いので、SAMによる対処は不可能である。軍用機として見れば極めて安価であり、歩兵が直接運用し自前で近接航空支援が可能なことから、テロリストから見れば理想的な航空兵器であり、懸念が高まっている。イラクで充電不足で自動帰還した自らのドローンにISILの戦闘員が誤爆されるという事故が起きた際は商用無人機の高性能化の脅威をむしろ示すものと報じられた。アメリカやイスラエルなどの正規軍でも廉価で使い勝手が良いことから民生用無人機は使用されており、イスラエル軍はDJIの無人機に催涙弾を搭載して2018年3月にガザ地区のデモ隊に使用して死傷者を出した。

### 自律型致死兵器システム
将来的には高度な人工知能（AI）により、人間の直接的な命令無しに敵味方を識別して攻撃を行う「自律型致死兵器システム（LAWS）」の登場が予想されている。既に2020年、リビア内戦において、トルコ企業STMが開発した「Kargu-2」が自動的な追尾・攻撃を行った可能性が国連安全保障理事会専門家パネルで報告されている。
現状では、敵味方の識別が困難であったり、登録された味方兵士以外（非武装な市民を含む）に攻撃しかねないといった理由で、開発、導入が難航することも懸念され、2017年11月には国際連合で自律型致死兵器システムに関する初の公式専門家会議が特定通常兵器使用禁止制限条約の枠組みで行われ、2019年8月に同会議は人工知能を搭載したロボット兵器の運用をめぐる事実上初の国際ルールを採択するも法的拘束力は盛り込まれず、同年11月にアメリカのマーク・エスパー国防長官は中国が完全に自律的に攻撃できるドローンも販売していると述べた。
有人兵器でも現代の航空機ではレーダーや目視で敵味方の識別を行い難い関係から、攻撃判断をある程度は司令部側に求めることが航空機戦闘では一般的であるが、無人航空機の場合は現実的なプランとして、実際の攻撃に際して攻撃許可をオペレーターを介して司令部側に求める様式が現状の主要方針である。開発途上のUCAVでも巡回（パトロール）中や作戦地点までの移動は自動運航でも、実際の兵器使用はリアルタイムでの遠隔操作が基本方針となっている。将来的には通信妨害に対応して、所定攻撃目標を予めプログラミングされ、レーダーサイトなど防御が厚く危険度の高い所定目標に攻撃を加える攻撃機の開発が進められているが、偶発的な航空機との遭遇に伴う交戦には、やはり戦闘許可を求める様式となることも予測される。

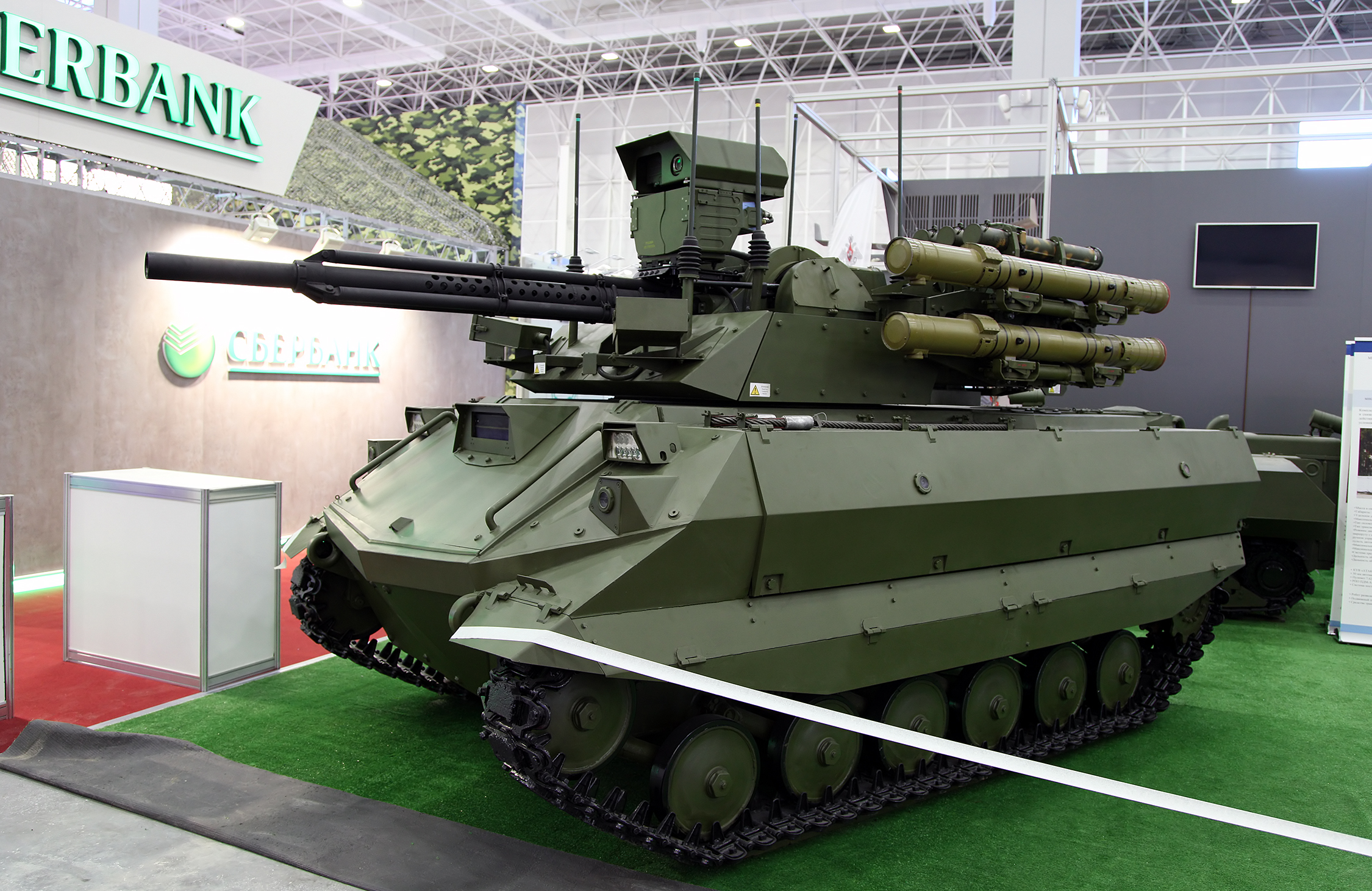
ロシア連邦軍のウラン-9

地上兵器では国境警備でイスラエルのガーディアムのような自動運転の成功例はあるが、想定される認識対象が多過ぎることから攻撃の自動化への困難が予測される。現状の地上軍事用ロボットの場合では、ある程度精度の良いイメージセンサーを備え、遠隔操縦者が送信されてきた映像から状況を判断したり攻撃対象を識別する様式が、主要な運用手段となっている。戦場では2007年にアメリカ軍が「SWORDS」と呼ばれるM249軽機関銃を搭載した小型の無人武装ロボット車両をイラクに配備しており、2016年にイラク軍もモスルでのISILとの戦いで中国製の77式重機関銃とロシア製のロケットランチャーを装備した「Alrobot」と呼ばれる中型の無人武装ロボット車両を投入し、2018年にはロシア軍がウラン-9と呼ばれる大型の無人重武装ロボット車両をシリアに配備するもこれらは誤作動や障害物が影響して信号が途絶えるなど様々な問題が生じた。

### 危険物の処理

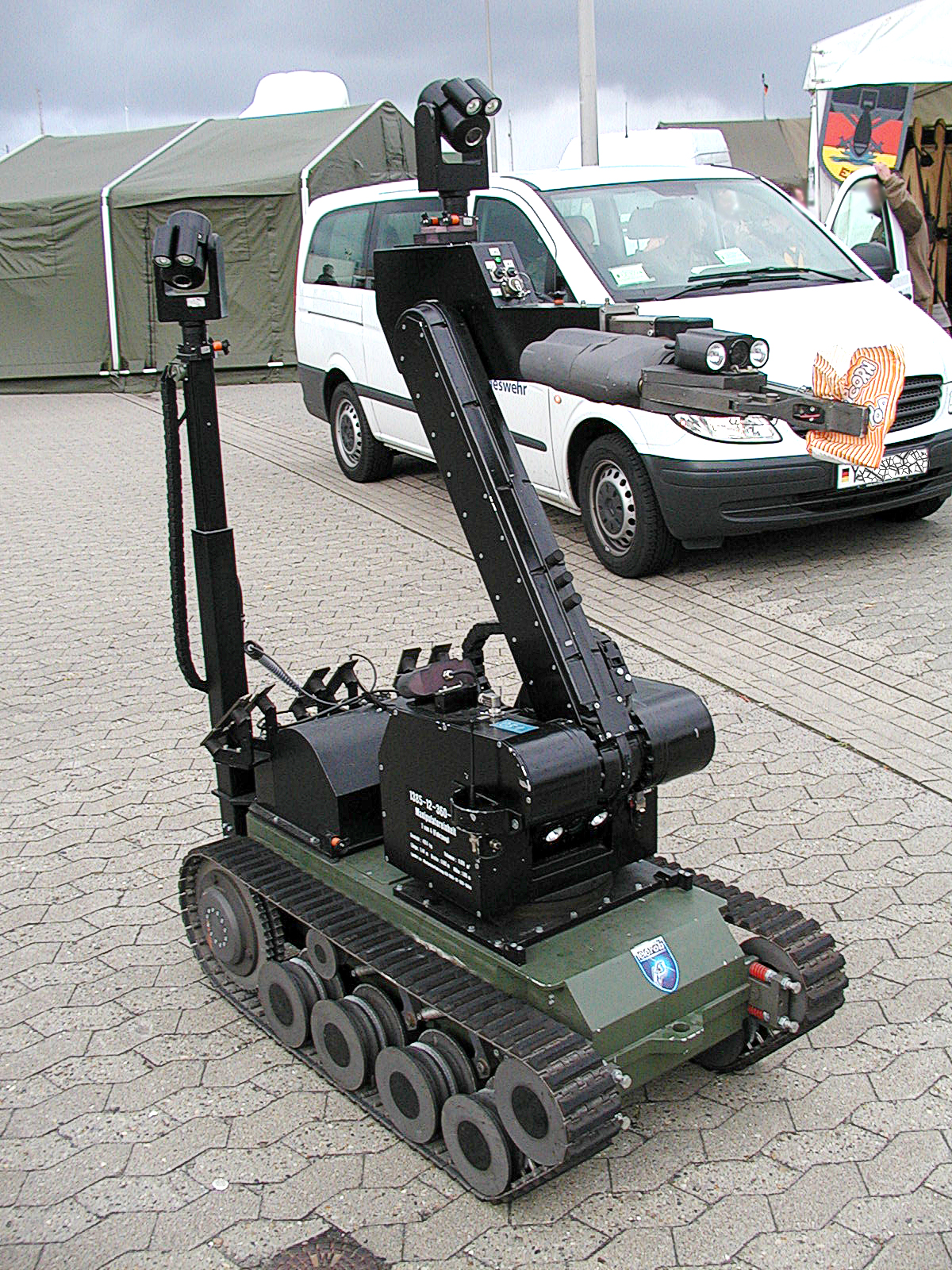
ドイツ軍の爆発物処理用ロボット

爆弾処理の分野では、1980年代には既に対テロ用として、英国が安全地帯まで爆弾を運搬する為に、リモートコントロール式のロボットを運用、必要とあらば、取り付けられた散弾銃で、爆弾を爆破処理したケースもある。イスラエルでも、そのような爆弾処理ロボットが運用されている他、2006 FIFAワールドカップでは、ドイツでも同種ロボットが警備で運用され、爆発物特有の揮発物の匂い（爆発物マーカー）を探すことで、テロ防止に努めた。「爆発物探知機」も参照。
日本では文部科学省の呼びかけで、対人地雷撤去用のロボット開発が進められており、大学の研究室レベルから、機械メーカー、大手企業まで、様々な研究者・開発者が参加している。これ等には、多脚ロボットや、クローラー（無限軌道式の自走式ロボット）、更には、地雷探知用の無人小型ヘリコプター（産業用ラジコンヘリの発展型）の他、地雷処理車両（→地雷処理戦車）の無人運用まで視野に入れられており、川崎重工による実証実験という話も聞かれる。
またイラク戦争以降アメリカ軍が展開しているイラクでは、いまなお幹線道路脇などに仕掛けられた即席爆発装置などによる被害もあり、MRAPなど従来の軍事車両では防ぎきれない爆発に耐える車両の導入も進められるが、その一方で路肩に不審物（人工物や不自然に詰まれた土砂の山など）があった場合に、停車して偵察用の遠隔操作による軍事用ロボット（ドラゴンランナーなど）を先行・接近させ、不審物の撤去などに利用している。爆発に巻き込まれるロボットも少なくないが、確実に人的損害を軽減した事例であるとも言える。イラクにおける軍事ロボットはこういった危険な罠の撤去にも有効性が認められ、ロボット掃除機ルンバも製造しているiRobotのほかQinetiQなど複数のメーカーがこういった偵察用のロボットを開発し「市場」に投入している。

## インターフェース
軍事用ロボットのマンマシンインタフェースは様々なものが利用されている。

### 目視操作

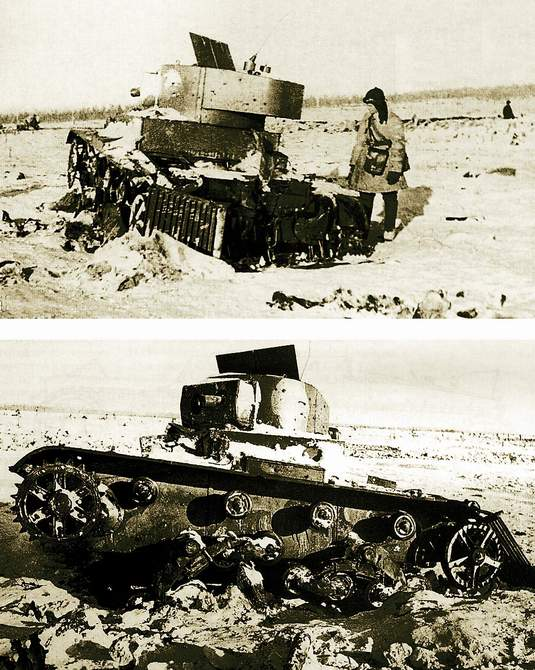
ソ連軍のテレタンク TT-26（1940年2月）

古くリモートコントロールを行うロボットでは、操作者が目視でアーケードゲームなどにみるようなジョイスティックを組み込んだコントローラーを操作しながら動作状況を確認、動きを加減するというもので、現在でも建設機械などで使われる単純な操作系が利用された。
この中で、記録に残っているもっとも古い使用例はソビエト連邦のテレタンク（Teletank、1930年代-1940年代前半）とされる。このT-18、T-26、T-38、BT-5、およびBT-7といった既存戦車を元にしたラジオコントロールの兵器は冬戦争に投入された。また、ナチス・ドイツ軍は第二次世界大戦にゴリアテを投入、遠くから兵士が目視で有線誘導し、目的の場所で自爆させている、まだはボルクヴァルトB IV C型にパンツァーシュレックを搭載した対戦車車両としても運用された。日本軍も遠隔操縦器材い号を開発していたが実戦には使われなかった。これら遠隔操作兵器は、現代の軍事用ロボットの原型ともいえる構造をしていた。
しかしこの方法は、ロボットが操作者から見える位置に居なければならず、必然的に距離に制限が生じ、ロボットを発見した敵対勢力からもロボット操作者が見えかねないことを意味する。このため爆発物処理では問題がなくとも、偵察はできないし、兵器発射プラットフォームを遠隔操作するなどの場合にも不都合が存在する。

### ビデオカメラ・遠隔操作

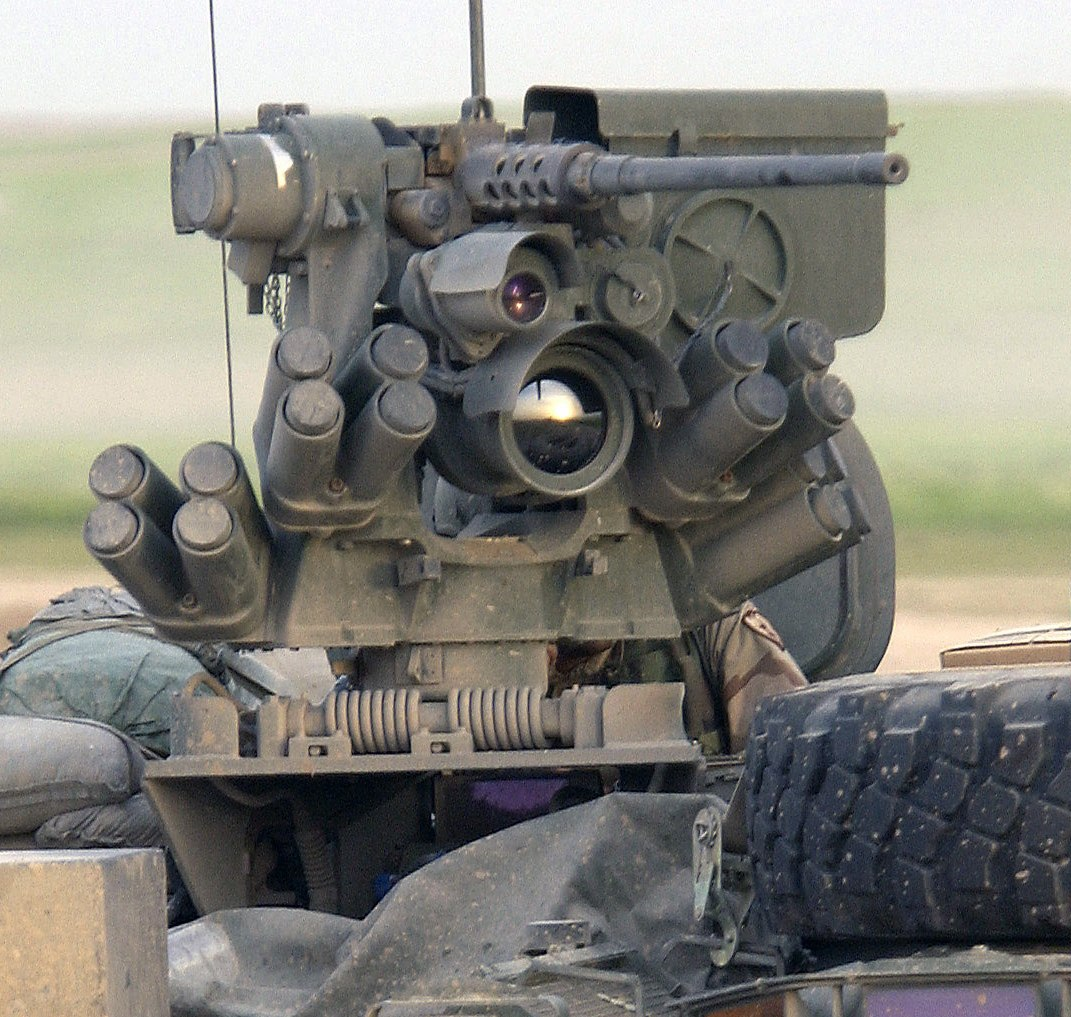
ストライカー装甲車に装備されているM151RWS。

この直接的に操作するロボットに次いでよく見られるものとしては、ビデオカメラを搭載し、これを有線や無線で映像を操作者に伝え、これを見た操作者がジョイスティックを操作してロボットを操縦するという方法である。
これはビデオカメラの向きを変えれば様々な方向をロボットの視点で見ることができ、2000年代に実用化されている偵察型の軍事用ロボットでも大きく変わることは無い。この映像の伝達方法は従来はアナログのビデオ映像で送信していたが、後にデジタルビデオ映像にとって変わられ、これと平行してロボットと操作者間の通信はデジタル通信が利用されるようになってきている。
2000年代になって急速に発展を見せた軍事用ロボットでは、こういったビデオ映像以外にも様々なセンサからの情報が操作者に送信され、より詳しくロボットの周辺状況を知ることができるようになってきている。映像面でも、地上偵察では通常のビデオ映像に加え暗視カメラなどが利用されている。
無人航空機ではレーダーは勿論、GPSなどを利用して現在位置を測定・把握するものもみられる。こういった方向性は誘導兵器にも見られ、湾岸戦争では兵器側の映像が盛んにテレビにも出たため、米国内では「ニンテンドーウォー（意訳：テレビゲーム的な戦争）」とも呼ばれた。
最近の軍用装甲車や軍用船舶にはRWS（Remote Weapon Station/System）と呼ばれる遠隔操作式のロボット銃座が備えられている物があり、乗員が車外に身を晒す事無く、車内で搭載カメラの映像を見ながら銃器を操作して攻撃できるようになっている。さらに敵の攻撃を感知して自律的に反撃を行うシステムも研究開発されている。

### コントロールとコンピュータ

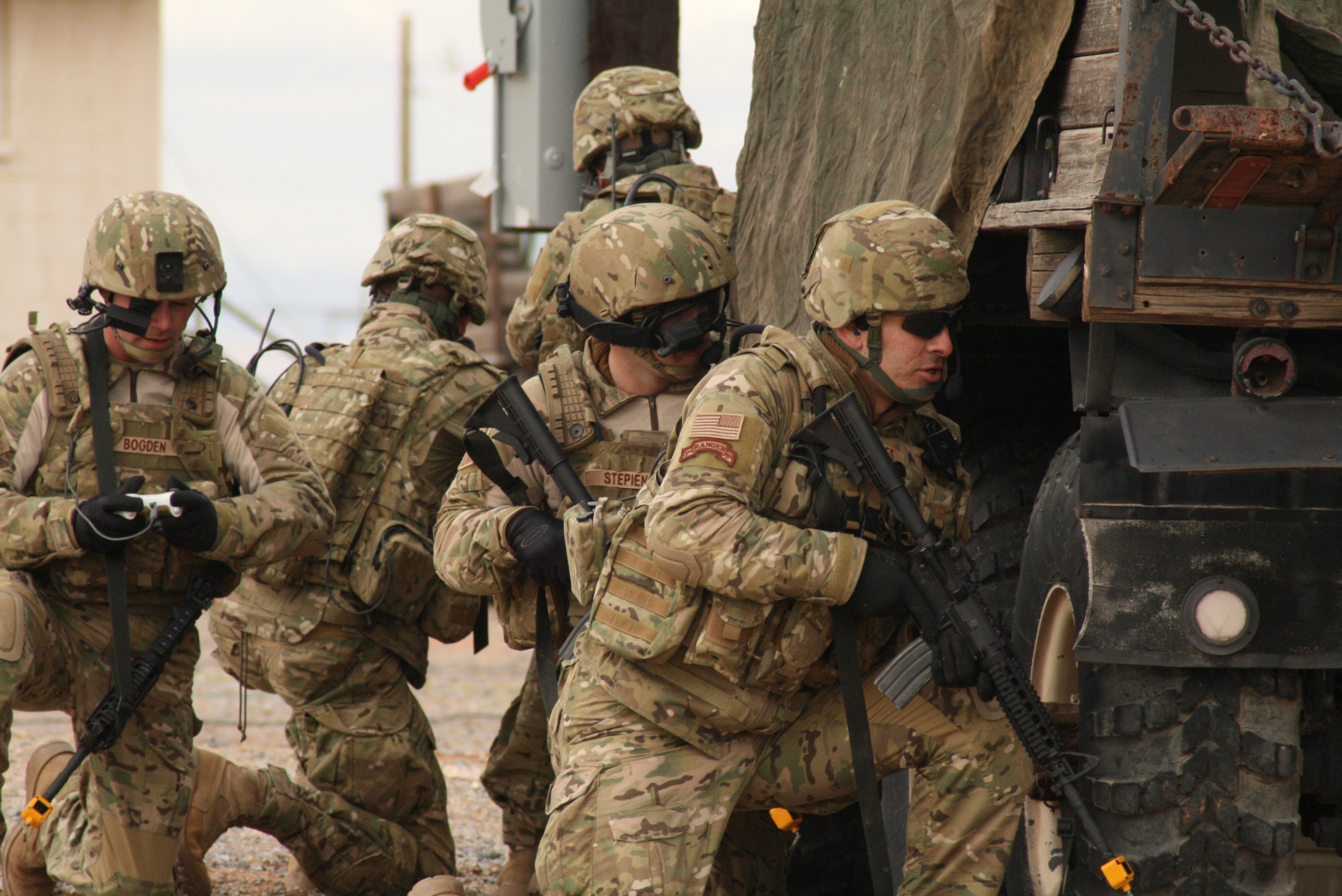
アメリカ陸軍のフューチャー・フォース・ウォーリア。

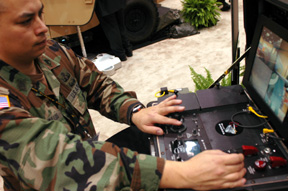
Foster-Miller TALONの制御ステーション

遠隔操作対象が高度化する一方で、この軍事用ロボットから送られてくる様々なデータを処理するため、操作者側のコントローラーもコンピュータで自動化・効率化が為されており、自動操縦の指示などはこのコンピュータに予めデータを与えることで運用可能であり、特に実用化されている軍事用ロボットでも地上偵察用では、戸外でも使えるよう防水・防塵仕様のノートパソコン程度のコンピュータに無線送受信機を接続して利用する形態が見られる。
また歩兵の将来像としてウェアラブルコンピューティングにより高度に情報化された歩兵が想定されており、この歩兵が備えるであろうヘッドマウントディスプレイを介して偵察ロボットを操作することも実際の方向性として進められており、この場合においてロボットのオペレーターは家庭用ゲーム機のゲームコントローラのようなものを操作することが考えられている。すでに実用化された無人偵察機の場合では、複数のモニタを備えた操作席に座ったオペレータが、衛星回線経由で米国の軍オフィス内から遠隔地のロボットを直接操作することも可能となっている。
ただこういった遠隔操作では、いくらかコンピュータの補助があるとはいえ、操作者は目や耳を介して得た情報を元に判断し、手を使ってコントローラーを操作するため、見落としや操作ミスといった面で確実性に限界が存在し、これは高度化しつづける航空機などの兵器操作でも同種の問題を含んでいる。特に前線では悠長にコントローラーを取り出して操作しにくい状況などから、やや後方から操作したり、軍事用ロボット操作中の兵士を他の兵士が援護したりしなければならない。

### サイバネティックスの可能性
このコントローラーを操作するために無防備となり易い問題において、ユーザーインターフェースの次のステップとしてサイボーグ技術や脳とコンピュータを直接繋げるという、ブレイン・マシン・インタフェース技術などもSFから現実のものとして研究開発がすすんでいる。軍事用ロボットの操作でも、兵士の頭脳にコンピュータを埋め込み、偵察ロボットや攻撃ロボットを「自分の分身や体の延長」のように、無人兵器を直接遠隔操作出来るようになる可能性も存在する。
だがこのアプローチは人体への侵襲（人為的に傷付けることなど）を伴うため、医学面での技術的ハードルと同時に、倫理面等での問題も予測されるため、実用化は21世紀初頭の段階では未知数である。

## 将来
自律型ロボットや歩行型ロボットは難しく、歩兵にボディアーマーやパワードスーツを着用させるアイディアのほうが現実的だと考えられてきたが、2010年代にAIのなかでもディープラーニングやマシンラーニングの技術が急速に進展し、自律的に動作するロボットの能力が急速に伸び、2010年代後半頃からAI搭載の自律型ロボットが実現可能になってきた。
2017年、ロシアで2丁の拳銃で射撃が可能な「FEDOR」と呼ばれる人型ロボットが発表された。
軍事用ではないがアメリカボストン・ダイナミクス社のAtlas（アトラス）という二足歩行型の機敏な動作ができるロボットは、歩いたり走ったりするだけでなくバック宙返りやパルクールなどもできるくらいに運動能力が高く、平凡な人間よりもずっと運動能力が高くなっている。中国では2025年に二足歩行ロボット格闘技大会が開催された。

## ギャラリー

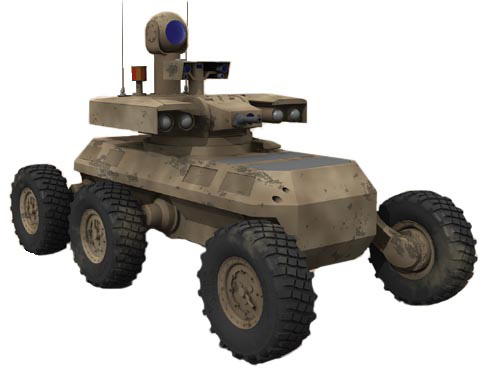
XM1219 Armed Robotic Vehicle
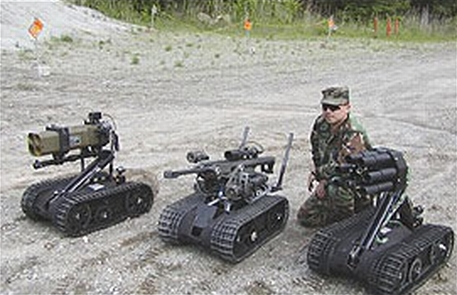
SWORDSはリモートコントロールで偵察や攻撃が可能。Foster-Miller TALONの軍事用ロボット（2006年）
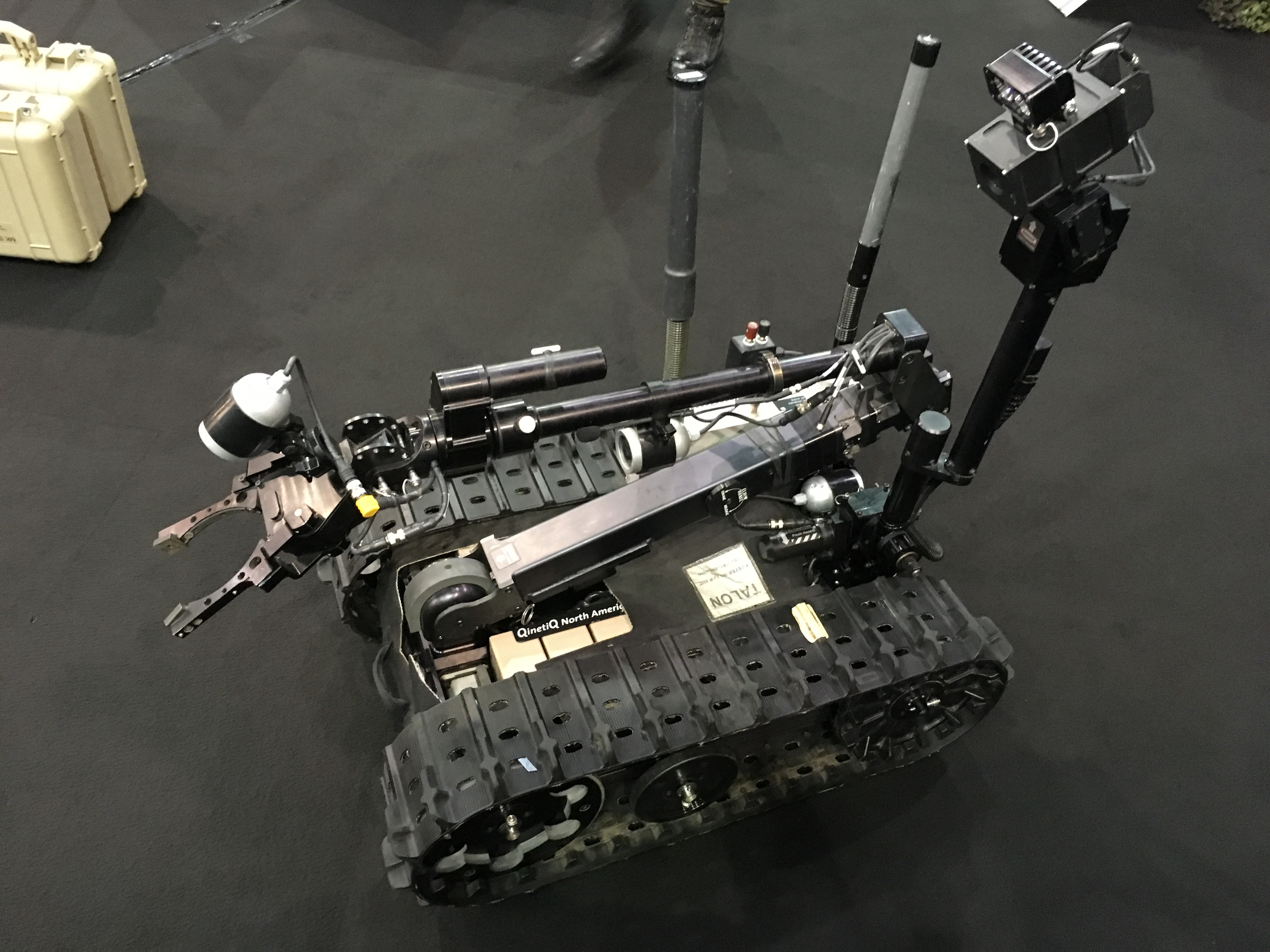
Foster-Miller TALON、UGV TALON Gen. IV（米国）
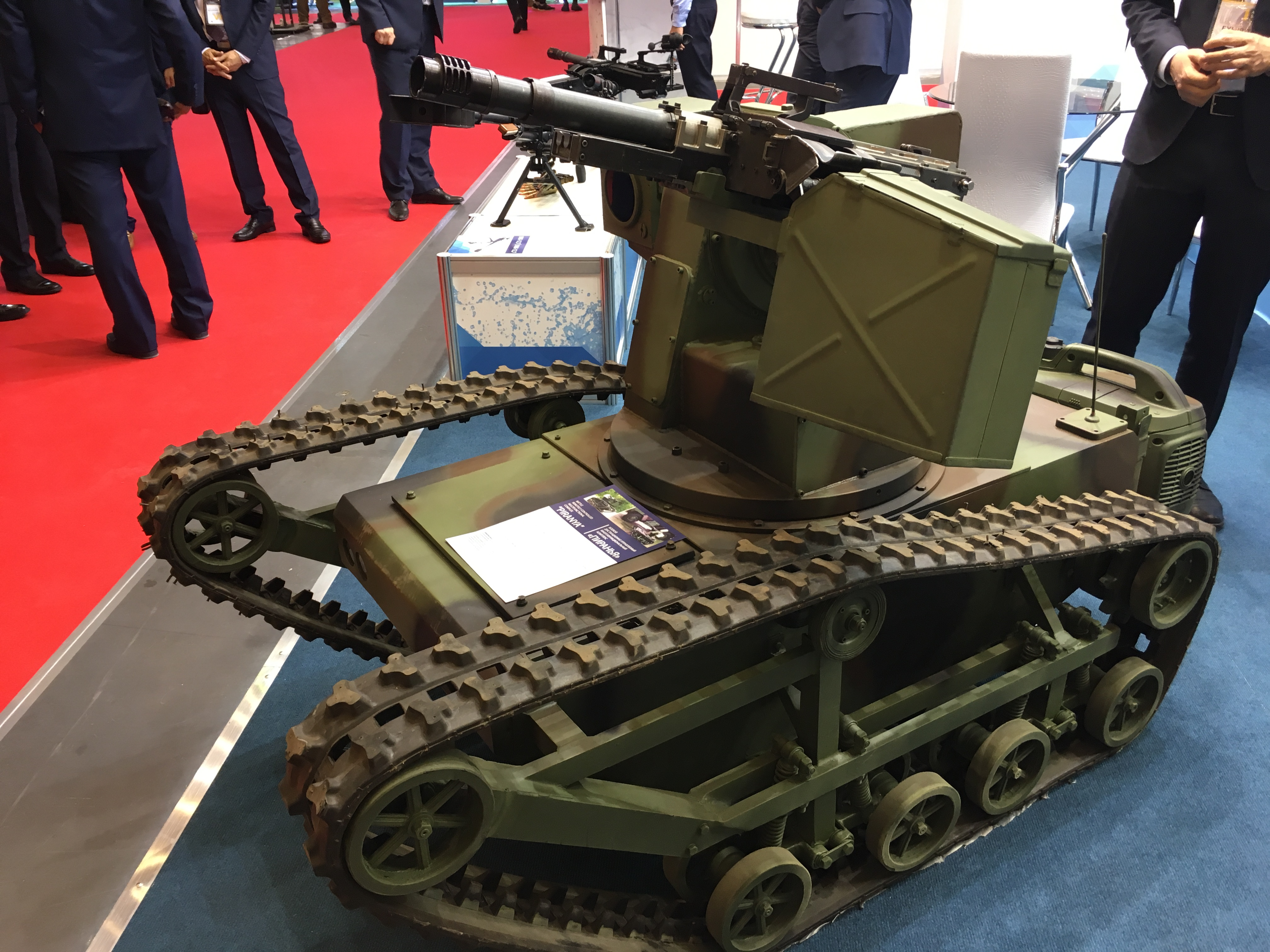
UGV "PIRANYA" （ウクライナ）
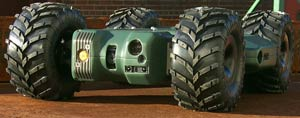
ドラゴンランナー（市街戦用に作られた軍用ロボット）

## 軍事用ロボットの主な種類
- 無人機
- 無人航空機
  - UCAV - 直訳すると無人戦闘航空機。
- 無人潜水艦 (en:Robotic submarines)